# Galehaut

Blason de Galehaut : D’argent semé d’étoiles d’azur, au lion de gueules armé et lampassé de sinople brochant.

Galehaut, seigneur des Îles Lointaines, fils de la Belle Géante (la reine des Tuatha Dé Danann en Irlande selon Barjavel) et lui-même de très grande taille, fait partie des chevaliers de la Table ronde.
Dans le Tristan en prose (ou Roman de Tristan en prose), Galehaut est donné pour fils de Brunor.
Dans le Lancelot propre, il apparaît d'abord comme un envahisseur, vaincu en combat singulier par le personnage éponyme, pour lequel il éprouve aussitôt une amitié passionnée.
Même s'il est difficile de savoir si la relation entre Lancelot et Galehaut est de nature purement amicale ou relève d'un amour homosexuel, il n’en reste pas moins que l’histoire de ce dernier est marquée par la passion que lui inspire le célèbre chevalier. On[Qui ?] a ainsi pu mettre en évidence un double « triangle » de relations amoureuses à l’intérieur du roman de Lancelot. Le plus évident est celui dont les trois sommets sont occupés par Lancelot, le roi Arthur et la reine Guenièvre ; mais il en existe un second formé par Galehaut, Guenièvre et Lancelot. Ou, pour le dire autrement, de même que l’on peut concevoir [réf. nécessaire]une compétition pour Guenièvre entre Lancelot et Arthur, de même Guenièvre et Galehaut sont en compétition pour l’amour de Lancelot. Mais si Guenièvre – après bien des péripéties – se donne à Lancelot, ce que fait ce dernier pour Galehaut n'est jamais dit clairement. Peut-être la relation entre les deux hommes reste-t-elle spirituelle et n'ont-ils jamais de rapports physiques, même si Galehaut « donne son corps » à Lancelot, ainsi que tout ce qu'il possède sur terre, c'est-à-dire – en apparence – infiniment plus qu’il n'en reçoit : « [Galehaut] avait donné à Lancelot tout ce qu’un homme peut donner, c’est-à-dire son corps, son cœur et son honneur, qui vaut plus que tout le reste. Il lui avait donné son corps, puisqu’il préférait sa propre mort à celle de Lancelot; son cœur, puisqu’il ne pouvait avoir aucune joie sans lui; et il lui sacrifia un si grand honneur qu’il alla crier merci au roi Arthur, alors même qu’il l’avait mis en déroute et bien près d’être chassé de son royaume. » (La Fausse Guenièvre, version de François Mosès, Livre de Poche, 1998, p. 61, 63).
Se sacrifiant sans cesse pour le bonheur de son ami, Galehaut favorise les rencontres entre Lancelot et Guenièvre. Il défend la reine, gravement menacée lors de l'affaire de la fausse Guenièvre, et lui donne asile dans son royaume. Il accepte même de passer pour l'amant de la dame de Malehaut, afin de rétablir un équilibre de façade aux yeux du monde. À la fin de la partie du roman qui porte son nom, Galehaut meurt de douleur, croyant que Lancelot était mort. Ce dernier tombe malade en apprenant la mort de son ami, mais lui n'en mourra pas.
Tout au contraire, retrouvant ses forces, il conquiert de haute lutte le corps de Galehaut (ce corps que Galehaut lui avait donné) et le fait inhumer à la Joyeuse-Garde, dans un tombeau somptueux. Au terme de l'immense cycle romanesque dont il est le personnage central, ayant achevé ses aventures et accompli son destin terrestre, Lancelot sera inhumé auprès de Galehaut, comme il est raconté à la fin de La Mort du roi Arthur, dernière partie du Lancelot-Graal. L'aventure amoureuse avec la reine Guenièvre s'est achevée avant même la fin de leur vie terrestre, alors que le lien contracté avec Galehaut est destiné à durer pour l'éternité. L'épitaphe des deux co-gisants, résumé lapidaire de leur vie et de leurs rapports, évoque en outre le fils de Lancelot, héros final du cycle, comme s'il y avait entre celui-ci et Galehaut des rapports secrets que révélerait aussi la similitude de leurs noms, comme si peut-être Galaad était autant le fils de Galehaut qu'il est celui de Lancelot : « Ci-gît Galehaut, seigneur des Îles lointaines, et avec lui repose Lancelot du Lac, le meilleur chevalier jamais entré au royaume de Logres, à la seule exception de Galaad son fils. »
C'est à son rôle d'intermédiaire – voire d'entremetteur – entre Guenièvre et Lancelot, que Galehaut doit d'être mentionné par Dante dans un passage célèbre de la Divine Comédie (Enfer, chant V, vers 137).
ATTENTION : Ce qui est dit ici est en partie faux, du simple fait que cela ne respecte pas le contexte moral et chrétien des textes. Par-là, l’amour entre Lancelot et Galehaut est une « philia », et ne participe pas de l’éros. De même , la triangulation évoquée entre Galehaut, Lancelot et Guenièvre n’est pas celle du désir, dans le sens où l’entend Girard, mais participe de la gratuité de l’amour (l’agâpé), qui justement a pour but de dépasser le caractère mortifère et inhumain du désir.
La lecture ici proposée, avec beaucoup de circonvolutions inutiles, est manipulatrice, manifestement.
Cf. Lancelot-Graal, également connu comme Lancelot en prose, Cycle de la Vulgate ou encore Cycle du Pseudo-Map ; cf. Chrétien de Troyes ; cf. René Girard, Mensonge romantique et vérité romanesque ; cf. Anders Nygren, Érôs et Agapè : la notion chrétienne de l'amour et ses transformations.

## Culture populaire
Le jeu vidéo Kingdom Come: Deliverance II fait référence à la relation romantique entre Lancelot et Galehaut. En effet, si Henry, le protagoniste du jeu, entretient une relation romantique avec son ami Hans Capon, ce dernier mentionne la relation entre Lancelot et Galehaut pour avouer ses sentiments à Henry.